# Осрблье
О́срблье (словац. Osrblie) — деревня района Брезно Банска-Бистрицкого края Словакии, расположенная в горном массиве Поляна в 9 км от города Брезно. Высота над уровнем моря — 580 м, Осрблье окружено горами высотой 1000—1100 м.
Деревня известна тем, что здесь проводятся этапы Кубка мира по биатлону, в 1997 году здесь проводился чемпионат мира по биатлону (спортивный ареал находится в 500 м на западе от деревни и был оборудован в 1981 году), в 2017 году чемпионат мира по биатлону среди юниоров.

## Население
| Год:                | 1994 | 2004    | 2014    | 2024    |
| ------------------- | ---- | ------- | ------- | ------- |
| Количество человек: | 379  | 384     | 379     | 343     |
| Разница:            |      | +1,31 % | −1,30 % | −9,49 % |